# Hans og Grete
"Hans og Grete" (tysk: Hänsel und Gretel, diminutiver af Johannes og Margrethe) er et velkendt tysk eventyr, nedskrevet af Brødrene Grimm og udgivet i 1812. Hans og Grete er en ung bror og søster, der efterlades af deres fattige forældre dybt inde i en skov, hvor de efterfølgende farer vild og tages til fanges af en menneskeædende heks. Heksen bor i et hus i skoven opført af slik og kager. Heksen spærrer Hans inde og sætter Grete til at fede ham op, så hun kan spise ham. De to børn overlever imidlertid ved at Grete overlister heksen og skubber hende ind i hendes store ovn, hvor hun brænder op. 
Fortællingen er blevet tilpasset forskellige medier, mest notabel er operaen Hänsel und Gretel fra 1893 af komponisten Engelbert Humperdinck samt en stop-motion animeret spillefilm fra 1950'erne baseret på operaen. Ifølge Aarne–Thompson klassifikationssystemet er Hans og Grete klassificeret i klasse 327.
Hans og Grete er gennem tiderne blevet genfortalt i mange versioner. Filmen "Hansel & Gretel: Witch Hunters" (2013) med Jemery Renner og Gemma Arterton som Hans og Grete, gengav en nyfortolkning af eventyret.
Eventyret Hans og Grete er muligvis baseret på en sand historie fra Bayern under Trediveårskrigen.